# Cyclichthys orbicularis

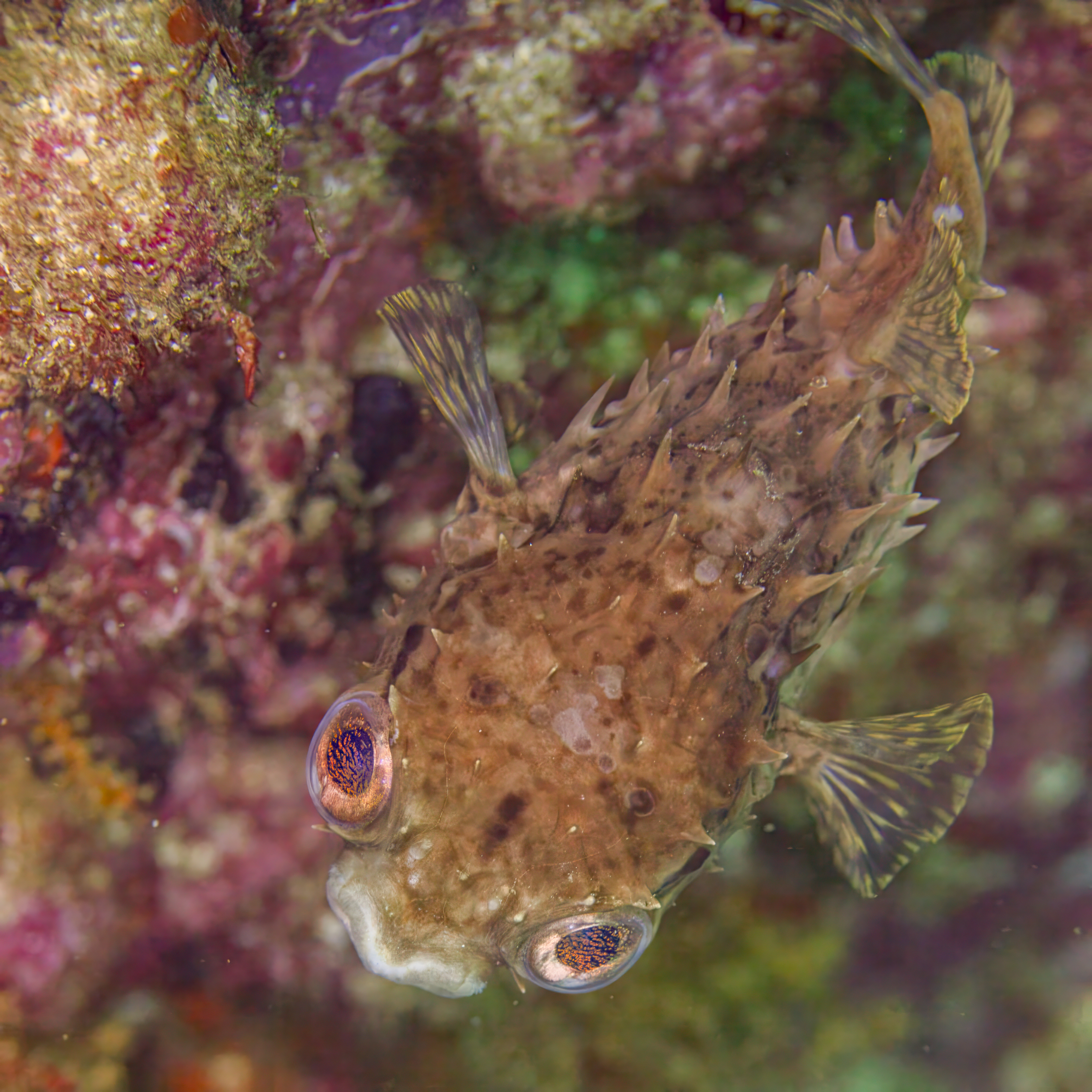
Ejemplar en las islas Ad Dimaniyat, Omán.

Cyclichthys orbicularis es una especie de peces de la familia Diodontidae en el orden de los Tetraodontiformes.

## Morfología
Pueden llegar alcanzar los 30 cm de longitud total.

## Hábitat
Es un pez de mar de clima tropical y asociado a los  arrecifes de coral que vive entre 9-170 m de profundidad.

## Distribución geográfica
Se encuentra desde el Mar Rojo y  África Oriental hasta las Filipinas, el sur del Japón, Australia y Nueva Caledonia.